# Nebra
Nebra ali Raneb je Horovo ime drugega kralja iz Druge egipčanske dinastije. Natančna dolžina njegovega vladanja ni znana, ker je Torinski seznam kraljev na tem mestu poškodovan. Staroegipčanski zgodovinar Maneto trdi, da je vladal 39 let. Egiptologi imajo Manetov podatek za napačen ali pretiran in Nebri pripisujejo 10 do 14 vladarskih let Različni avtorji trdijo, da je vladal okoli leta 2850 pr. n. št., 2820 pr. n. št. do 2790 pr. n. št. (Donald B. Redford), 2800 pr. n. št. do  2785 pr. n. št. (Jürgen von Beckerath)  ali 2765 pr. n. št. do 2750 pr. n. št. (J. Málek).

## Dokazi
Nebrovo ime se pojavlja na več kamnitih posodah iz skrilavca, alabastra in marmorja. Večino posod so odkrili v Abidu, Gizi in Sakari. Napisi vsebujejo podobe kultnih zgradb, na primer Kajeve hiše, božanstev, na primer Bastet, Neit in Seta, in omenjajo kultne praznike. Zanimivo je, da je na večini predmetov Nebrovo ime zapisano skupj z imenom njegovega predhodnika Hotepsekemvija ali naslednika Ninečerja. Njegovo ime ni nikoli napisano samostojno.
Glinaste pečate z Nebrovim imenom so odkrili pod prehodom Unasove piramide v Sakari in v veliki galerijski grobnici v Sakari. V isti grobnici so odkrili tudi več pečatov s Hotepsekemvijevim imenom, zato morda ni pripadala Nebri ampak njegovemu predhodniku Hotepsekemviju.
Leta 2012 sta Pierre Tallet in Damien Leisnay poročala o treh skalnih napisih z Nebrovim Horovim imenom, ki sta jih odkrila v treh različnih dolina na Sinaju (Wadi Abu Madawi, Wadi Abu Koua in Wadi Ameyra). Omenjeni napisi so ob zelo stari poti, po kateri so potovale rudarske ekspedicije z zahodne obale Sinaja proti rudnikom bakra in turkiza v notranjosti polotoka. Na istih mestih so tudi napisi kraljev iz Četrte egipčanske dinastije.

## Ime
Nebrovo Horovo (serek) ime je za egiptologe zelo zanimivo, ker je napisano s hieroglifom za sonce, ki v njegovem času še ni postalo predmet božanskega čaščenja. V njegovem času sta se častila predvsem dualistična in enakovredna zavetnika Hor in Set. Za Egipčane je bilo najpomembnejše vzdrževanje tega božanskega ravnotežja. Na kralje se je gledalo kot na žive predstavnike omenjenega božjega para. Sonce kot nebesno telo je nadziral Hor, razen med vladavino kralja Set Peribsena, ko ga je nadziral Set. Sonce torej še ni bilo neodvisno božanstvo. Prvi dokaz za uvedbo sončnega boga Raja se je pojavil šele na začetku Tretje dinastije med vladavino kralja Džoserja v imenih visokih uradnikov, na primer Hesireja. Prvi dokaz o dokončni vzpostavitvi kraljevega kulta sonca je iz vladavine kralja Radžedefa iz Četrte dinastije. Radžedef je bil prvi kralj, ki je svoje rojstno ime povezal z imenom Raja in uvedel versko prepričanje, da so egipčanski kralji skupaj s Horom in Setom živi predstavniki sonca.
Prevod in pomen Nebrovega Horovega (serek) imena sta problematična. Tipičen prevod imena je Ra je moj gospod. Bere se Raneb in kaže, da so sonce že takrat častili kot neodvisno božanstvo. Egiptologi so zato predlagali prevod Gospodar (Horovega) sonca, ki se bere Nebra in namiguje, da je vladal soncu kot nebesnemu telesu, ki je bilo hkrati pod Horovo in Setovo kontrolo. Kult in simbolika sonca v nobeni uporabni obliki še nista bila vzpostavljena, zato se za kralja Nebra domneva, da je bil prvi, ki je privzel razširjeno versko idejo o soncu in nebu.

## Družina
Ime Nebrove soproge ni znano. Njegov sin bi lahko bil kraljev sin in Sopdujev svečenik z imenom Perneb. Ker se njegovo ime in nazivi pojavljajo na pečatih iz galerijske grobnice Nebre in njegovega predhodnika Hotepsekemvija, ni jasno, čigav sin je v resnici bil.

## Identiteta
Kralj Nebra se običajno istoveti s kraljem z ramzeškim kartušnim imenom Kakau. Ime bi se lahko prevedlo kot Apisov bik. Povezuje ga z Manetovo zgodbo, ki pravi, da so se pod kraljem Kêchoósom (grška različica imena Kakau) uvedli in začeli kot božanstva častiti  Apis, Mendesova koza in Menevus. Egiptologi imajo njegovo izjavo za vprašljivo, ker so kult Apisa uvedli že v Prvi dinastiji, če ne že prej. Ime Kakau kot tako je za tako zgodnjega kralja sporno, ker nobeno ime iz njegovega obdobja ni oblikovano po tem vzorcu.
Nejasno ostaja tudi Nebrovo rojstno ime. Teorija egiptologa Jochema Kahla pravi, da je Nebra ista oseba kot skrivnostni kralj Veneg Nebti. Njegova teorija temelji na fragmentu posode iz vulkanskega pepela, odkritem v grobnici kralja Peribsena (Druga dinastija) v Abidu. Kahl je prepričan, da so pod imenom kralja Ninečerja sledovi veneg-cvetice. Desno od Ninečerjevega imena je podoba Ka-hiše kralja Nebra, ki je delno ohranjena. Takšna razporeditev znakov je Kahla pripeljala do zaključka, da sta veneg-cvetica in Nebrovo ime med seboj povezana in da je bilo v napisu naknadno vpisano Ninečerjevo ime. Kahl poudarja tudi to, da je Ninečerjevo ime napisano zrcalno, se pravi v nasprotni smeri od Nebrovega imena. Kahlova teorija je še vedno predmet razprav, ker je napis poškodovan in zato pušča veliko prostora za različne interpretacije.
Egiptologi, med njimi Jürgen von Beckerath in Battiscombe Gunn, istovetijo Nebro z drugim skrivnostnim zgodnjim kraljem Nubneferjem. Drugi znanstveniki to istovetenje zavračajo, ker so vladarji iz Druge dinastije svoje rojstno in Horovo ime pisali na enak način, na primer Hor-Nebra → Nisut-Bity-Nebty-Nebra. Nubnefer bi zato lahko bilo rojstno ime nekega drugega kralja.

## Vladanje
Nebrova vladavina je malo znana. Odkritje njegovih pečatov skupaj s pečati Hotepsekemvija v Sakari kaže, da je Nebra pokopal Hotepsekemvija in bil njegov neposredni naslednik. Domnevo potrjujeta tudi Hetepdiefov kip in kamnita posoda s Hotepsekemvijevim serekom ob Nebrovem sereku. Drugi napisi na posodah omenjajo samo kultne in administrativne dogodke, kot je Postavljanje Horovih stebrov. Pod Nebro je bila prvič upodobljena boginja Bastet. 
Natančna dolžina Nebrovega vladanja je še vedno predmet raziskav. Rekonstrukcija Kamna iz Palerma iz črnega bazalta, ki vsebuje letne dogodke kraljev od začetka Prve dinastije do Neferirkareja, kaže, da sta Nebra in njegov predhodnik Hotepsekemvi vladala skupno 39 let. Ker je za Nebro omenjenih manj dogodkov kot za Hotesekemvija, je Nebra vladal verjetno manj časa kot Hotepsekemvi. Izračuni se zazlikujejo od 29 in 10 do 25 in 14 let.

## Grobnica
Mesto Nebrovega pokopa ni znano. Nekateri egiptologi, med njimi  Wolfgang Helck in Peter Munroda, trdijo, je bil pokopan v galeriji grobnice B pod pristopno potjo Unasove piramide v Sakari. Večino artefaktov z njegovim imenom so odkrili prav tam.